# 吉村商店
株式会社吉村商店（よしむらしょうてん）は、京都府京都市中京区室町通御池上る御池之町304に本店を置く企業。

## 概要
明治から大正時代に京都府中郡峰山町の近代化に大きく貢献し「縮緬王」と謳われた吉村伊助の本家で、21世紀現在も京丹後市峰山町を代表する生地商である。屋号は「丹後屋」。本社は京都市内に社屋を構えるが、出身地である峰山町に日本遺産「丹後ちりめん回廊」の構成遺産に数えられる吉村家住宅（峰山支店）や、別荘である桜山荘がある。

## 建物

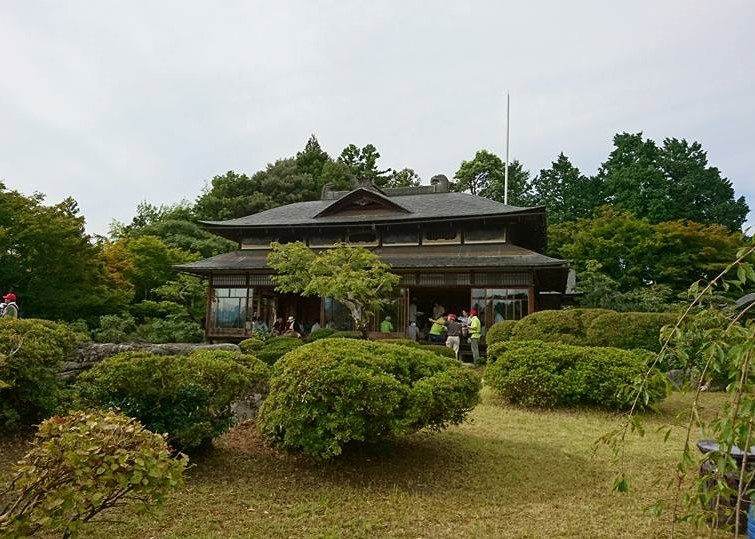
桜山荘

所有する建造物のうち、以下2件は日本遺産「丹後ちりめん回廊」の構成文化財に数えられる。
峰山支店（吉村家住宅）
峰山町の本通りに面する約12間の間口幅をもつ敷地にあり、主家と3棟の2階建ての土蔵からなる。1927年（昭和2年）3月7日に発生した丹後大震災で倒壊したが、京都市から招いた大工・山田七蔵の手により速やかに再建された。
山田は近代京都の数寄屋大工として名の通った人物であり、1919年（大正8年）に吉村商店が建てた別荘の桜山荘も山田の手による。これは震災でも倒壊を免れ、吉村家本家の再建も山田に託された。敷地全体で建築物の構成や意匠が建築当初の様式をよく残し、築年や大工の名も明らかであることから、峰山町における震災からの復興建築物としても重要な記録的建造物である。
- 主家 - 1929年（昭和4年）竣工（推定）。
- 蔵（生活用品収納用） - 1905年（明治38年）竣工（墨書）。
- ちりめん蔵 - 1929年（昭和4年）竣工（墨書）。
- 糸蔵 - 1929年（昭和4年）竣工（墨書）。

桜山荘
1919年（大正8年）建築。大工は山田七蔵。
峰山町菅の桜山を大正時代に切り開き、その頂上に建造した別荘。書院造と数寄屋造の特徴を組み合わせた個性的な外観で、技巧的な手法はあえて隠して繊細に見せる工法に職人の高度な技術がみられる。建築材料は質が高く、状態よく現存しており、近代和風建築として高い評価を受ける。
人材育成や社会福祉に吉村家の莫大な財貨を還元するために設立された「吉村財団」が、著名人を招き商談や慈善事業などを行う活動の拠点となった。

## 歴代当主
- 歴代当主は代議士、震災復興、育英財団の設立などを行なった人物がいる[6]。
- 4代目 吉村伊助 - 衆議院議員。縮緬王と呼ばれた[7][8][9]。
- 6代目 吉村孝道[6]
- 7代目 吉村 隆介[10]

## 歴史

### 創業
天保元年（1830年）、吉村金次郎によって丹後国峰山で創業した。

### 近代の動向
1870年（明治3年）、本店を京都市四条室町上ルに開設した。1872年（明治5年）頃から丹後ちりめんの製造販売に着手する。
明治・大正時代になると丹後ちりめんは原材料費の高騰から、需要の高い国内向けにはくず繭や副蚕糸から利用された紡績絹糸を使用されるようになったため、本縮緬との品質の区別を行うために「紡績入」として表記を指導された。
明治時代後期から大正期にかけての3代目、4代目吉村伊助の時代に事業拡大に成功し、「縮緬王」の異名をとるに至る。
粗製乱造を乗り越え、1914年（大正3年）に工場法の設立に向けてこれまで未精錬のまま京都へ出荷していた丹後縮緬について、柄が施された白生地ではなく製織段階までしか行われていない状況を統一するべく、「国練検査制度実施」が行われた。
1920年（大正9年）、株式会社吉村商店を設立した。
1921年（大正10年）、丹後では精錬・検査をして白生地と出荷することを目指して丹後ちりめん同業組合が結成され、検査の実施に向けての練ったちりめんを保存するため設備として、吉村商店の社長、吉村伊助を筆頭に地元の有力者が株主となり丹後縮緬精錬倉庫株式会社を設立した。
1924年（大正13年）には4代吉村伊助が衆議院議員に就任した。

### 現代の動向

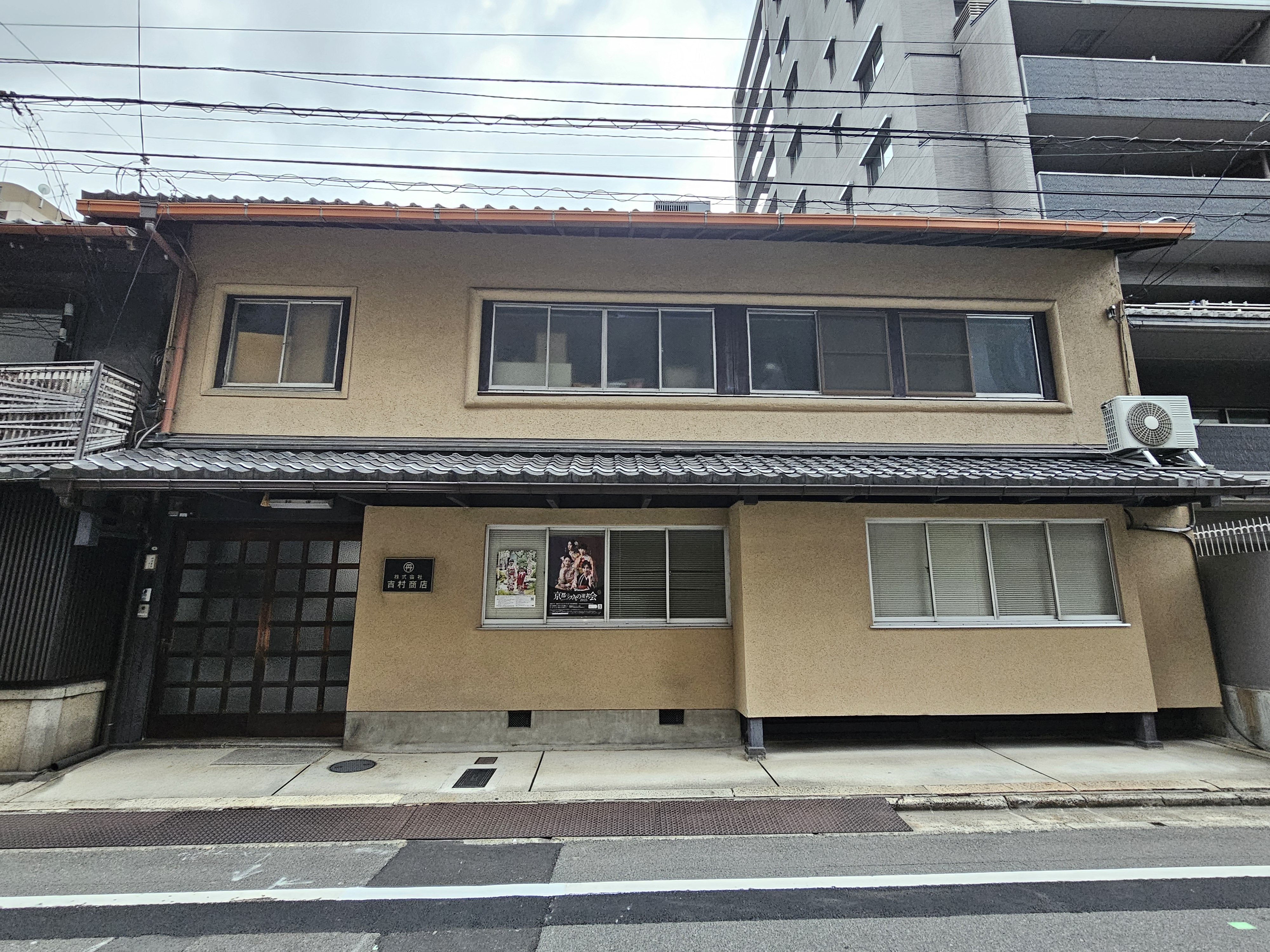
京都本店

1954年（昭和29年）、製造部門を独立させて吉村機業株式会社を設立した。
1968年（昭和43年）時点では丹後を代表する老舗とされていた。年間約80億円の生糸やちりめんの取引を行い、丹後地方一円の機業家に対して生糸を供給していた。
2012年（平成24年） - 本社を京都市中京区室町通御池上ルに移転した。2024年（令和6年）1月1日 - 吉村機業が吉村商店に白生地製造業を事業譲渡した。

## 商品
絹や紬の織物を中心に数百種類の商品を扱い、そのほとんどすべてが正絹である。得意先と連携した創作商品や吉村商店のオリジナル柄など開発も行う。金銀糸を織り込む反物もあり、1反が2万円から10万円ほどで取引される。
2020年（令和2年）以後の新型コロナウイルス感染症の流行を受けて開発された、疫病退散を祈願するアマビエ柄のマスクやマスクケースが、伊勢丹新宿店などで販売された。アマビエマスクは緯糸に殺菌などの作用のある備長炭の繊維を使用している。

## 事業所
- 京都本店 - 京都府京都市中京区室町通御池上る御池之町304
- 峰山支店 - 京都府京丹後市峰山町浪花17番地
- 丹後工場 - 京都府京丹後市峰山町杉谷922番地

## 関連会社
- 吉村機業株式会社 - 京都府京丹後市峰山町浪花17番地